# Бэв из Антона

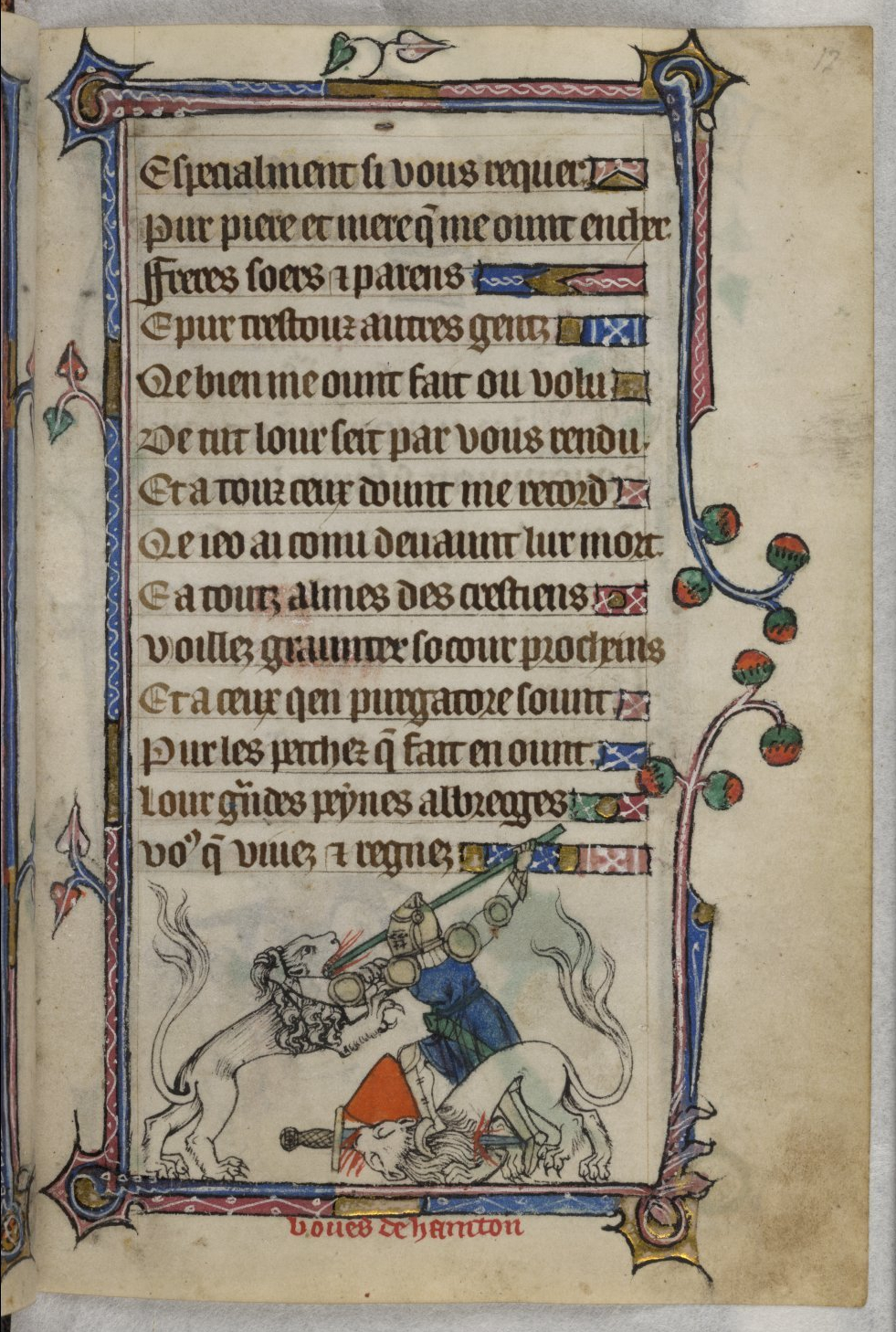
Бэв, сражающийся со львами. Сцена из Часослова Теймута (XIV век)

Бэв из Анто́на (фр. Beuve de Hanstone, Beuves de Haumtone, Boeve de Haumlone, Beufves de Hantonne, англ. Bevis of Hampton, итал. Buovo d'Antona) — легендарный английский герой, персонаж двух независимых chansons de geste XIII века, а также их многочисленных переводов и переделок.
Известны две версии исходного сюжета, англо-нормандская (более ранняя) и французская (так называемая «континентальная версия»). Они близки по содержанию, но не имеют текстуальных совпадений и существенно отличаются по размеру — в первой менее 4000 строк, во второй более 10000. Кроме того, родной город героя в первой носит название Haumtone (Амтон), а во второй Hantone (Антон).

## Бэв из Амтона
Поэма написана александрийским стихом, частично ассонансированным, частично рифмованным. Создана на рубеже XII и XIII веков.
Бэв — сын Ги, графа города Амтона (Haumtone от Hampton, то есть Саутгемптон) и его молодой жены, дочери шотландского короля. Графиня просит своего бывшего жениха Доона или Девона, императора Германии, прислать войско и убить Ги, когда тот охотится в лесу. Опасаясь мести со стороны десятилетнего сына, она решает избавиться и от него и продаёт купцам-сарацинам. Те увозят его в Египет к королю Герминию (Эрмину). В 15 лет Бэв становится рыцарем, отважно сражается с королём Брадемундом. Полюбившая его принцесса Жозиана, дочь Герминия, не встречает с его стороны ответа. Оклеветанный Бэв оказывается в темнице (вариант — в глубоком рву) у Брадемунда, где проводит семь лет. Тем временем Жозиана выдана замуж за Ивори де Монбрана, но сохраняет девственность благодаря чудесному поясу. Бэв выбирается из плена, убивает Брадемунда, похищает Жозиану, побеждает великана Эскопарта и побуждает его принять христианство.
Бэв, Жозиана и Эскопарт бегут в Европу и прибывают в Кёльн. Далее Бэв один отправляется в Англию, чтобы отомстить за смерть отца. Тем временем граф Кёльнский Милес силой женится на Жозиане, но во время брачной ночи та убивает его. Её спасает от казни вернувшийся Бэв. С большой армией он является в Англию, побеждает Доона и бросает его в расплавленный свинец. Мать Бэва кидается с башни. Вскоре он покидает Англию, оказывается в течение семи лет разлучённым с Жозианой. В Египте он побуждает всех принять христианство. Он умирает в один день с Жозианой и своим верным конём Арунделем.

## Бэв из Антона
Поэма написана в XIII веке александрийским рифмованным стихом. По сюжету совпадает с англо-нормандской версией.
Отличия состоят в увеличении числа приключений, а также в личных именах: Доон Германский здесь назван Доон де Майанс (это не тот Доон де Майанс, герой одноимённой поэмы), Герминий король не Египта, а Армении, Эскопарта здесь зовут Эскорфальт.

## Другие версии
В конце XIII века на основе англо-нормандской версии была создана франко-итальянская (франко-венетская) версия, «Бово д’Антона» (итал. Bovo d'Antona), написанная 10-сложным рифмованным стихом.
Англо-нормандская версия послужила также основой для стихотворного английского рыцарского романа Sir Boues of Hamtoun. К французским текстам восходят голландские. Английские тексты были источником ирландской, исландской и валлийской обработок романа и оказали влияние на его итальянские переделки.
В XVI—XVII веках сюжеты, связанные с Бэвом, проникают в Восточную Европу (по всей видимости, благодаря хорватскому переводу с итальянского, сделанному в Дубровнике) и получают распространение в Польше, Беларуси, на Руси («Повесть о Бове Королевиче») и среди немецких и польских евреев («Бове-бух», перевод Элии Левиты c итальянского на идиш, написан в 1507, издан в 1541 году).